# Skúvoy

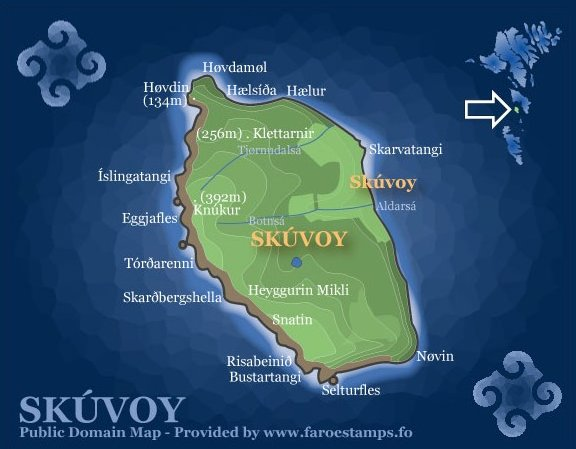
Mapa Skúvoy

Skúvoy (far. wym. [ˈskʉuvɔi, -vi]; także Skúgvoy, wym. [ˈskɪkvɔi, -vi], duń. Skuø) – czternasta co do wielkości i zaludnienia wyspa archipelagu Wysp Owczych. W jedynej osadzie, o tej samej nazwie, mieszka 57 mieszkańców, a powierzchnia wyspy to 10 km². Stanowi ona odrębną gminę, Skúvoyar kommuna. Na wyspie są dwie góry: Knúkur (392 m n.p.m.) oraz Heyggjurin Mikli (391 m n.p.m.). Jest tu też jedno jezioro i dwie rzeki. Wysokie klify na zachodzie są mieszkaniem wielu nurzyków. Nazwa Wyspy pochodzi od nazwy wydrzyka wielkiego (far. skua), które do dziś licznie zamieszkują tereny wyspy.
Na Wyspie miał mieszkać bohater Færeyingi, jednej z sag – Sigmundur Brestisson.
W XIV wieku wyspę nawiedziła epidemia czarnej śmierci, zabijając wszystkich mieszkańców, nie licząc jednej kobiety imieniem Rannvá, której dom można zobaczyć do dziś.